# That '70s Musical
That '70s Musical is de naam van de 100ste aflevering van de sitcom That '70s Show van FOX, uit het vierde seizoen. De aflevering is voor het eerst uitgezonden in Amerika op 30 april 2001, en werd geregisseerd door David Trainer.

## Verhaal
Fez treedt op in de jaarlijkse musical van zijn school: de "Spring Sing". Op de dag van de uitvoering worden er bekende liedjes gezongen door de hoofdrolspelers van de serie: Eric Forman, Donna Pinciotti, Steven Hyde, Michael Kelso, Jackie Burkhart en Fez. Ook wordt er gezongen door de ouders van Eric, Kitty en Red Forman, de vader van Donna, Bob en Leo Chingkwake. De volgende bekende nummers worden gezongen:
- "Sing" (1973) origineel door de Carpenters (met Fez, Leo, Eric, Jackie, Kelso, Donna, Hyde)
- "Happy Together" (1967) origineel door The Turtles (met Fez, Eric, Hyde, Kitty, Red, Bob)[1]
- "The Joker" (1973) origineel door de Steve Miller Band (met Eric, Hyde, Kelso, Donna)[2]
- "Love Hurts" (1975) origineel door Nazareth (met Kelso, Donna, Eric, Jackie)[3]
- "Shake Your Groove Thing" (1978) origineel door Peaches & Herb, (met Fez, Eric, Hyde, Kitty, Red, Bob, Jackie, Donna, Leo)[4]
- "Blitzkrieg Bop" (1976) origineel door de Ramones (tijdens het toilet papering van het huis van de muziekleraar van Fez)
- "Karn Evil 9" (1973) origineel door Emerson, Lake & Palmer